# Técnica literaria
La técnica literaria es aquella que permite realizar diferentes modalizaciones dentro de un texto narrativo. Existen un sinnúmero de técnicas tales como el soliloquio, el montaje, el fluir de la conciencia y el diálogo, entre otras.

## Técnicas referentes a la trama
- Arma de Chéjov- Principio dramático que postula que cada elemento en la narración debe ser necesario e irremplazable, o de lo contrario debe ser eliminado.
- Borde de precipicio - Escena que al final del capítulo de una obra que se espere que continúe en otra entrega, generan el suspenso necesario para hacer que la audiencia se interese en conocer el desarrollo de dicho efecto en la siguiente entrega.

## Técnicas referentes a la perspectiva narrativa
- Cuarta pared - En el teatro las acciones ocurren dentro de tres paredes, una a la izquierda, una a la derecha y una al fondo. La cuarta pared es, figurativamente hablando, la que separa al público de lo que ocurre en escena. Si de pronto un actor se dirige al público para pedir su participación o si el guion exige interactuar con los espectadores, entonces se dice que se está rompiendo la cuarta pared.

## Técnicas referentes al estilo
- Alegoría - Figura literaria o tema artístico que pretende representar una idea valiéndose de formas humanas, animales o de objetos cotidianos.
- Onomatopeya - Imitación lingüística o representación de un sonido natural o de otro fenómeno acústico no discursivo.
- Parodia - Obra satírica que caracteriza o interpreta humorísticamente otra obra de arte, un autor o un tema, mediante la emulación o alusión irónica.
- Pathos - Uno de los tres modos de persuasión de la retórica que el autor usa para inspirar lástima o pena hacia un carácter.

## Técnicas referentes al tema
- Simbolismo - Representación perceptible de una idea, con rasgos asociados por una convención socialmente aceptada.

## Técnicas referentes al carácter
- Antropomorfismo - Atribución de características y cualidades humanas a animales de otras especies, a objetos o a fenómenos naturales.

## Técnicas referentes al género
- Novela de aprendizaje - Género literario que retrata la transición de la niñez a la vida adulta.
- Novela epistolar - Novela escrita en forma de carta (epístola) enviada o recibida por un personaje de la misma.

## Otras técnicas
El soliloquio es una técnica narrativa contemporánea que busca mediante un hablante la expresión de una idea fundamentada en el origen de una comunidad u origen del cosmos. 
El fluir de la conciencia es aquella técnica donde un hablante no posee una estructura externa a la composición del texto en su totalidad, sino que actúa como ente narrador y a la vez receptor del propio mensaje. 
El montaje es el más utilizado por los cineastas en el mundo. Este se basa en dividir escenas en fragmentos llamados "small and slow" que indican una pequeña y lenta panorámica de lo que pasa en la obra bruta. El creador contemporáneo más conocido por sus montajes es el canadiense Paul McDowell, reconocido productor y cineasta del presente siglo, que inventó el proceso del montaje contemporáneo al posmodernista.
- Datos: Q560311
- Multimedia: Literary techniques / Q560311